# Красноженовская волость
Красноженовская волость — историческая административно-территориальная единица Богучарского уезда Воронежской губернии с центром в слободе Красноженовка.
Образована в конце XIX века выделением из Дьяченковской волости.
По данным 1900 года в волости насчитывалось 12 поселений с преимущественно русским населением, 6 сельских обществ, 97 зданий и учреждений, 1167 дворовых хозяйства, население составляло 7300 человек (3644 мужского пола и 3656 — женской).
В 1915 году волостным урядником был Иван Иванович Рубьов, старшиной — Кузьма Михайлович Рындин, волостным писарем — Иван Александрович Виноградов.